# Valle-di-Mezzana
Valle-di-Mezzana (korsisch Valli di Mezana; italienisch Valle di Mezzana) ist eine Gemeinde auf der französischen Mittelmeerinsel Korsika. Sie gehört zum Département Corse-du-Sud, zum Arrondissement Ajaccio und zum Kanton Gravona-Prunelli. Sie grenzt im Norden an Sant’Andréa-d’Orcino und Cannelle, im Osten und im Süden an Sarrola-Carcopino sowie im Westen an Appietto und Calcatoggio.
Das Siedlungsgebiet liegt auf ungefähr 400 Metern über dem Meeresspiegel.

## Geschichte
Früher hieß die Gemeinde „Mezzana“. Ein Teil der Gemarkung ging an die 1852 gegründete Gemeinde Afa über.

### Bevölkerungsentwicklung
| Jahr      | 1962 | 1968 | 1975 | 1982 | 1990 | 1999 | 2008 | 2012 |
| --------- | ---- | ---- | ---- | ---- | ---- | ---- | ---- | ---- |
| Einwohner | 163  | 114  | 87   | 194  | 233  | 217  | 303  | 345  |

## Wirtschaft
Valle-di-Mezzana ist eine der 36 Gemeinden mit zugelassenen Rebflächen des Weinbaugebietes Ajaccio.